# Resultados do Carnaval de São Paulo em 1989
Esta página contém os resultados do Carnaval de São Paulo em 1989.

## Escolas de samba

### Grupo Especial
Os desfiles do Grupo Especial ocorreram no dia 4 de fevereiro de 1989.
Classificação
| Legenda: Promovida Rebaixada |

| Col. | Escola                 | Enredo                                    | Pontos |
| ---- | ---------------------- | ----------------------------------------- | ------ |
| 1    | Camisa Verde e Branco  | Quem Gasta Tudo Num Dia, No Outro Assovia | 292,00 |
| 2    | Unidos do Peruche      | Os Sete Tronos dos Divinos Orixás         | 283,00 |
| 3    | Rosas de Ouro          | Vera Cruz, "a Vedete dos Anos 50"         | 282,00 |
| 4    | Vai-Vai                | Escreveu Não Leu o Palco é Meu            | 270,00 |
| 5    | Nenê de Vila Matilde   | Eu Tenho Origem                           | 264,00 |
| 6    | Mocidade Alegre        | Seiva Dia Vida - Thermas                  | 259,00 |
| 7    | Leandro de Itaquera    | Babalotim - a História dos Afoxés         | 257,00 |
| 8    | Barroca Zona Sul       | Um Novo Sol Para a América do Sul         | 242,00 |
| 9    | Acadêmicos do Tucuruvi | Esperança de um Povo                      | 227,00 |
| 10   | Passo de Ouro          | Trêis Vêis Salve a Esperança              | 219,00 |

### Grupo 1
Os desfiles do Grupo 1 ocorreram no dia 5 de fevereiro de 1989.
Classificação
| Legenda: Promovida Rebaixada |

| Col. | Escola                              | Enredo                                                | Pontos |
| ---- | ----------------------------------- | ----------------------------------------------------- | ------ |
| 1    | Pérola Negra                        | Alô, Alô Ilusão, no País das Maravilhas a Sorte é Sua | 193,00 |
| 2    | Gaviões da Fiel                     | Preto e Branco na Avenida                             | 189,00 |
| 3    | X-9 Paulistana                      | Sonho de Valsa (Zequinha de Abreu)                    | 187,00 |
| 4    | Águia de Ouro                       | Astrologia, Ciência e Arte                            | 185,00 |
| 5    | Colorado do Brás                    | Ilha Bela, "Lendas e Mistérios"                       | 182,00 |
| 6    | Imperial                            | Sambafro                                              | 182,00 |
| 7    | Imperador do Ipiranga               | Brincando o Sete                                      | 181,00 |
| 8    | Prova de Fogo                       | Tributo à Pirituba                                    | 173,00 |
| 9    | Unidos de São Lucas                 | Casé e a Caixa Mágica de Lápis de Cor                 | 172,00 |
| 10   | União Independente da Vila Prudente | Apoteose do Samba                                     | 168,00 |
| 11   | Primeira do Itaim Paulista          | O Sol da Liberdade                                    | 162,00 |
| 12   | Flor da Vila Dalila                 | É Com Esse Que Eu Vou                                 | 160,00 |
| 13   | Alegria Alegria                     | Alegria Mais Alegria                                  | 156,00 |

### Grupo 2
Os desfiles do Grupo 2 ocorreram no dia 6 de fevereiro de 1989.
Classificação
| Legenda: Promovida Rebaixada |

| Col. | Escola                     | Enredo                                              | Pontos  |
| ---- | -------------------------- | --------------------------------------------------- | ------- |
| 1    | Acadêmicos do Ipiranga     | Os Mistérios da Bahia, Suas Lendas e Suas Festas    | 98,00   |
| 2    | Império do Cambuci         | Tropicália Desvairada - Canto ao Herói Desconhecido | 92,00   |
| 3    | Império Lapeano            | Bahia - Patrimônio Mundial                          | 92,00   |
| 4    | Tom Maior                  | Em Busca da Fonte da Juventude                      | 92,00   |
| 5    | Levanta Poeira             | Me Engana Que Eu Gosto                              | 92,00   |
| 6    | Unidos de Vila Maria       | O Mundo Encantado de Monteiro Lobato                | 89,00   |
| 7    | Os Bambas                  | Também Dança Quem Não Dança                         | 85,00   |
| 8    | Cachoeira Império do Samba | Do Egito à Verdejante Amazônia                      | 83,00   |
| 9    | Folha Azul dos Marujos     | Crendice Ilusão do Povo                             | 81,00   |
| 10   | Primeira da Aclimação      | Brasil Mestiço                                      | -75,00  |
| 11   | Imperiais do Real Parque   | Minha Deusa                                         | -108,00 |

### Grupo 3
Os desfiles do Grupo 3 ocorreram no dia 6 de fevereiro de 1989.
Classificação
| Legenda: Promovida Rebaixada |

| Col. | Escola                    | Enredo                                   | Pontos |
| ---- | ------------------------- | ---------------------------------------- | ------ |
| 1    | Unidos de São Miguel      | Madrinha Vai-Vai                         | 107,00 |
| 2    | Imperatriz da Paulicéia   |                                          | 100,00 |
| 3    | Raízes de Vila Piauí      |                                          | 94,00  |
| 4    | Morro da Casa Verde       | Seio da Vida                             | 90,00  |
| 5    | Flor da Penha             | Homenagem a B. Lobo                      | 87,00  |
| 6    | Combinados de Sapopemba   | Lenda Nuaruaque                          | 86,00  |
| 7    | Corujas de Vila Esperança |                                          | 84,00  |
| 8    | Dragões de Vila Alpina    |                                          | 84,00  |
| 9    | Lavapés                   | Bahia de Todos os Santos                 | 77,00  |
| 10   | Flor da Zona Sul          | O Século do Esplendor - Época de Glórias | 73,00  |

### Grupo 4
Os desfiles do Grupo 4 ocorreram no dia 6 de fevereiro de 1989.
Classificação
| Legenda: Promovida Rebaixada |

| Col. | Escola                              | Enredo                               | Pontos |
| ---- | ----------------------------------- | ------------------------------------ | ------ |
| 1    | Unidos do Jaguaré                   |                                      |        |
| 2    | Arco-Íris de Vila Guilhermina       | Homenagem ao Velho Guerreiro         |        |
| 3    | Paineiras do Sapopemba              | A Lenda de Ossain                    |        |
| 4    | Renascença da Lapa                  |                                      |        |
| 5    | Ermelinense                         |                                      |        |
| 6    | Flor de Maio                        |                                      |        |
| 7    | Primeira Lá de Casa                 | Rir Pra Não Chorar                   |        |
| 8    | Príncipe Negro da Cidade Tiradentes |                                      |        |
| 9    | Malungos                            |                                      |        |
| 10   | Falcão do Morro Itaquerense         | Homenagem à Primeira Escola de Samba |        |
| 11   | Paraíso do Samba                    | Doce Ilusão                          |        |

### Grupo de seleção
Os desfiles do grupo de seleção ocorreram no dia 6 de fevereiro de 1989.
Classificação
| Legenda: Promovida Desclassificada |

| Col. | Escola                              | Enredo                                        | Pontos |
| ---- | ----------------------------------- | --------------------------------------------- | ------ |
| 1    | Unidos de Guaianases                | Sambando Com Seu Nenê, Inocêncio e Pé Rachado | 107,00 |
| 2    | Mocidade Unida da Mooca             | Exaltação ao Velho Guerreiro (Chacrinha)      | 103,00 |
| 3    | União Independente da Zona Sul      | Uma Festa na Bahia                            | 99,00  |
| 4    | Unidos de Taipas                    |                                               | 95,00  |
| 5    | Caprichosos de Vila Brasilândia     |                                               | 88,00  |
| 6    | Acadêmicos Primeira de Vila Ede     |                                               | 83,00  |
| 7    | Morro do Poeta                      |                                               | 67,00  |
| 8    | Dragões da Independência            |                                               | 67,00  |
| —    | Palmares                            |                                               | --     |
| —    | Abelha Rainha                       |                                               | --     |
| --   | Mocidade Independente Silvio Romero |                                               | --     |